# Vanuatu ai Giochi della XXXI Olimpiade
Vanuatu ha partecipato ai Giochi della XXXI Olimpiade, che si sono svolti a Rio de Janeiro, Brasile, dal 5 al 21 agosto 2016, con una delegazione di quattro atleti impegnati in altrettante discipline. Portabandiera alla cerimonia di apertura è stato il tennistavolista Yoshua Shing. Si è trattato dell'ottava partecipazione di questo paese ai Giochi. Non sono state conquistate medaglie.

## Canottaggio
- Singolo maschile - 1 atleta (Luigi Teilemb)

## Judo
- -66 kg maschile - 1 atleta (Joe Mahit)

## Pugilato
- Pesi gallo maschili - 1 atleta (Lionel Warawara)

## Tennis tavolo
- Singolo maschile - 1 atleta (Yoshua Shing)